# Staumauer Iturranduz
Der Iturranduz-Staudamm war eine römische Stauanlage in der Nähe der spanischen Gemeinde Muruzábal de Andión, Provinz Navarra. Das Absperrbauwerk wurde als Pfeilerstaumauer konstruiert und bestand in seiner späten Ausbauphase aus zwei Staumauern.
Die ältere, etwa 100 Meter lange Staumauer befand sich flussabwärts unterhalb der jüngeren. Sie war etwa 4 Meter hoch und wurde aus einer rund 1 Meter starken Opus-Caementitium-Mauer gebildet, die talseitig von neun quadratischen, 2,50 Meter breiten Pfeilern gestützt wurde. Die Holzabdrücke der zum Bau benötigten Verschalung sind noch gut in den Caementitiumresten zu erkennen. Es handelte sich um eine sehr einfache Bauart, für die die Konstrukteure auf eine Verschalung aus Bruch- oder Hausteinen verzichteten.
Die zweite Mauer ist ebenfalls nur als einfache Mauer konstruiert, allerdings befinden sich die Stützpfeiler, deren Anzahl wenigstens mit 15 rekonstruiert werden kann, auf der Wasserseite der Stauanlage. Die Mauer ist, obwohl mit 150 Metern länger als die ältere Konstruktion, mit nur knapp 0,65 Metern Stärke deutlich schwächer. Sie wurde aus ordentlich schichtweise verlegten Steinen im Mörtelverband errichtet.
Beide Mauern waren nur etwa 1,50 Meter voneinander entfernt und die jüngere Mauer muss als Verstärkung oder Reparatur der älteren angesehen werden, da der Zwischenraum der Mauern mit Erde aus dem Aushub der jüngeren Mauer verfüllt wurde. In der jüngeren Mauer haben sich Reste eines Entnahmeturms erhalten, so dass an dieser Stelle die zu versorgende Wasserleitung begonnen haben muss.
Die ursprüngliche Stauanlage wurde im 2. Jahrhundert errichtet, die Erweiterung stammt demgegenüber aus dem 3. oder 4. Jahrhundert. Vom Arroyo de San Pedro gespeist, diente sie der Wasserversorgung der römischen Siedlung Andelos.